# Beckerina setifrons
Beckerina setifrons är en tvåvingeart som beskrevs av Borgmeier 1969. Beckerina setifrons ingår i släktet Beckerina och familjen puckelflugor.
Artens utbredningsområde är Kuba. Inga underarter finns listade i Catalogue of Life.